# Sons of Azrael
Sons of Azrael – amerykańska grupa muzyczna grająca melodic death metal, która powstała w roku 2004.

## Muzycy

### Obecny skład zespołu
- Joe Siracuse - wokal
- Tony Lorenzo - gitara elektryczna
- Rob Steinwandel - gitara basowa
- Derrick Sadkowski - perkusja

### Byli członkowie zespołu
- Greg DiPasquale - gitara elektryczna
- Cory Kurasz - gitara elektryczna
- Vinnie Mai - gitara elektryczna
- Tim Partyka - gitara elektryczna

## Dyskografia
- (2004) - 2 Song Demo
- (2004) - Kill Yourself
- (2005) - A Bullet, That Blew The Beauty Off Your Face
- (2006) - Ashes to Ashes
- (2007)- The Conjuration of Vengeance (Ironclad Recordings)